# بیست و نهمین دوره جوایز اسکار
بیست و نهمین دوره مراسم اعطای جوایز اسکار (انگلیسی: 29th Academy Awards) در روز ۲۷ مارس ۱۹۵۷ در تئاتر پنتیجز هالیوود، لس‌آنجلس و تئاتر نیو سنچری نیویورک برگزار شد. در این مراسم بهترین فیلم‌های سال ۱۹۵۶ جهان به انتخاب آکادمی علوم و هنرهای تصاویر متحرک جایزه گرفتند.
جری لوئیس و سلست هولم مجریان این مراسم بود.

## جوایز
| جایزه اسکار بهترین فیلم | جایزه اسکار بهترین کارگردانی |
| --- | --- |
| - دور دنیا در هشتاد روز - ترغیب دوستانه - غول - پادشاه و من - ده فرمان | - جرج استیونس – غول - مایکل اندرسون (کارگردان) – دور دنیا در هشتاد روز - والتر لنگ – پادشاه و من - کینگ ویدور – جنگ و صلح - ویلیام وایلر – ترغیب دوستانه |
| جایزه اسکار بهترین بازیگر نقش اول مرد | جایزه اسکار بهترین بازیگر نقش اول زن |
| - یول برینر – پادشاه و من - جیمز دین – غول - کرک داگلاس – شور زندگی - راک هادسن – Giant - لارنس الیویه – ریچارد سوم | - اینگرید برگمن – آناستازیا - کارول بیکر – بیبی دال - کاترین هپبورن – دلال بیمه (فیلم ۱۹۵۶) - نانسی کلی – بدذات - دبورا کار – پادشاه و من |
| جایزه اسکار بهترین بازیگر نقش مکمل مرد | جایزه اسکار بهترین بازیگر نقش مکمل زن |
| - آنتونی کوئین – شور زندگی - دان مورای (بازیگر) – ایستگاه اتوبوس - آنتونی پرکینز – ترغیب دوستانه - میکی رونی – جسور و شجاع - رابرت استاک – بر باد نوشته | - دوروتی مالون – بر باد نوشته - میلدرد دانوک – بیبی دال - آیلین هکارت – بدذات - مرسدس مک‌کمبریج – غول - پتی مک‌کورمک – بدذات |
| جایزه اسکار بهترین فیلم‌نامه غیراقتباسی | جایزه اسکار بهترین فیلم‌نامه اقتباسی |
| - بادکنک قرمز – آلبر لاموریس - جسور و شجاع – Robert Lewin - Julie – اندرو ال. استون - جاده – فدریکو فلینی and تولیو پینه‌لی - قاتلان زن – ویلیام رز | - دور دنیا در هشتاد روز – جیمز پو، جان فارو and سیدنی جوزف پرلمن - بیبی دال – تنسی ویلیامز - ترغیب دوستانه – مایکل ویلسون (نویسنده) - غول – Ivan Moffat and فرد گویول - شور زندگی – نورمن کوروین |
| Best Story | Best Foreign Language Film |
| - The Brave One – دالتون ترامبو - سرگذشت ادی دوچین – Leo Katcher - High Society – Edward Bernds and Elwood Ullman - The Proud and the Beautiful – ژان-پل سارتر - اومبرتو دی – چزاره زاواتینی | - جاده (ایتالیا) - چنگ برمه‌ای (ژاپن) - کاپیتانی از کوپنیک (فیلم ۱۹۵۶) (آلمان) - ژروز (فرانسه) - کیویتق (دانمارک) |
| Best Documentary Feature | Best Documentary Short |
| - جهان خاموش - چشم غیرمسلح - جایی که کوه‌ها شناور هستند | - The True Story of the Civil War - A City Decides - The Dark Wave - The House Without a Name - Man in Space |
| جایزه اسکار بهترین فیلم کوتاه | جایزه اسکار بهترین فیلم کوتاه |
| - Crashing the Water Barrier - I Never Forget a Face - Time Stood Still | - The Bespoke Overcoat - Cow Dog - The Dark Wave - Samoa |
| جایزه اسکار بهترین پویانمایی کوتاه | |
| - Mister Magoo's Puddle Jumper - Gerald McBoing-Boing on Planet Moo - The Jay Walker | |
| جایزه اسکار بهترین موسیقی فیلم | جایزه اسکار بهترین موسیقی فیلم |
| - دور دنیا در هشتاد روز – ویکتور یانگ - آناستازیا – آلفرد نیومن - Between Heaven and Hell – هوگو فریدهوفر - غول – دیمیتری تیومکین - دلال بیمه (فیلم ۱۹۵۶) – الکس نورث | - پادشاه و من – آلفرد نیومن and کن داربی - The Best Things in Life Are Free – لایونل نیومن - سرگذشت ادی دوچین – موریس استولوف and جورج دانینگ - High Society – جانی گرین and سال چاپلین - Meet Me in Las Vegas – جرجی استول and جانی گرین |
| جایزه اسکار بهترین ترانه | Best Sound Recording |
| - "کی سرا سرا" from مردی که زیاد می‌دانست – Music and Lyric by جی لیوینگستون and ری اونز - "Friendly Persuasion (Thee I Love)" from ترغیب دوستانه – Music by دیمیتری تیومکین; Lyric by پل فرنسیس وبستر - "Julie" from Julie – Music by لیت استیونز; Lyric by تام ادایر - "True Love" from High Society – Music and Lyric by کول پورتر - "Written on the Wind" from بر باد نوشته – Music by ویکتور یانگ; Lyric by سمی کان | - پادشاه و من – Carlton W. Faulkner, فاکس قرن بیستم - The Brave One – Buddy Myers, آر.ک.ئو - سرگذشت ادی دوچین – جان پی. لیوادری, کلمبیا پیکچرز - ترغیب دوستانه – Gordon R. Glennan and گوردون ای سایر، وسترن الکتریک and Samuel Goldwyn Studio Sound Department - ده فرمان – Loren L. Ryder, پارامونت پیکچرز |
| جایزه اسکار بهترین طراحی صحنه | جایزه اسکار بهترین طراحی صحنه |
| - کسی آن بالا مرا دوست دارد – Art Direction: سدریک گیبنز and Malcolm F. Brown; Set Decoration: Edwin B. Willis and F. Keogh Gleason - The Proud and Profane – Art Direction: Hal Pereira and A. Earl Hedrick; Set Decoration: Samuel M. Comer and Frank R. McKelvy - هفت سامورایی – Art Direction and Set Decoration: Takashi Matsuyama - The Solid Gold Cadillac – Art Direction: Ross Bellah; Set Decoration: William R. Kiernan and Louis Diage - Teenage Rebel – Art Direction: Lyle R. Wheeler and Jack Martin Smith; Set Decoration: Walter M. Scott and Stuart A. Reiss | - پادشاه و من – Art Direction: Lyle R. Wheeler and John DeCuir; Set Decoration: Walter M. Scott and Paul S. Fox - دور دنیا در هشتاد روز – Art Direction: James W. Sullivan and کن آدام; Set Decoration: Ross J. Dowd - غول – Art Direction: Boris Leven; Set Decoration: Ralph S. Hurst - شور زندگی – Art Direction: سدریک گیبنز، Hans Peters and Preston Ames; Set Decoration: Edwin B. Willis and F. Keogh Gleason - ده فرمان – Art Direction: Hal Pereira, Walter H. Tyler and Albert Nozaki; Set Decoration: Sam M. Comer and Ray Moyer |
| جایزه اسکار بهترین فیلمبرداری | جایزه اسکار بهترین فیلمبرداری |
| - کسی آن بالا مرا دوست دارد – جوزف روتنبرگ - بیبی دال – بوریس کافمن - بدذات – هرولد راسن - هر چه سخت‌تر به زمین می‌خورند – برنت گافی - Stagecoach to Fury – Walter Strenge | - دور دنیا در هشتاد روز – لیونل لیندون - سرگذشت ادی دوچین – هری استردلینگ - پادشاه و من – لئون شامروی - ده فرمان – لویال گریگز - جنگ و صلح – جک کاردیف |
| جایزه اسکار بهترین طراحی لباس | جایزه اسکار بهترین طراحی لباس |
| - The Solid Gold Cadillac – ژان لوئی - The Power and the Prize – هلن رز - The Proud and Profane – ادیت هد - هفت سامورایی – Kohei Ezaki - Teenage Rebel – شارل لوماری and مری والیس | - پادشاه و من – آیرین شرف - دور دنیا در هشتاد روز – Miles White - غول – Moss Mabry and مارجوری بست - ده فرمان – ادیت هد، Ralph Jester, John Jensen, دوروتی جیکنس and Arnold Friberg - جنگ و صلح – Maria De Matteis |
| جایزه اسکار بهترین تدوین | جایزه اسکار بهترین جلوه‌های تصویری |
| - دور دنیا در هشتاد روز – جین روجرو and پل ودروکس - The Brave One – Merrill G. White - غول – ویلیام هورنبک، Philip W. Anderson and Fred Bohanan - کسی آن بالا مرا دوست دارد – آلبرت اکست - ده فرمان – آن بوچنز | - ده فرمان – John Fulton - سیاره ممنوعه – A. Arnold Gillespie, اروینگ جی. ریس and Wesley C. Miller |